# Metropolia Antofagasta
Metropolia Antofagasta – metropolia rzymskokatolicka w Chile utworzona 28 czerwca 1967 roku.

## Diecezje wchodzące w skład metropolii
- Archidiecezja Antofagasta
- Diecezja San Marcos de Arica
- Diecezja Iquique
- Diecezja San Juan Bautista de Calama

## Biskupi
- Metropolita: abp Ignacio Ducasse (od 2017) (Antofagasta)
- Sufragan: bp Moisés Atisha (od 2014) (Arica)
- Sufragan: bp Isauro Covili (od 2022) (Iquique)
- Sufragan: bp Óscar Blanco Martínez (od 2016) (Calama)

## Główne świątynie metropolii
- Katedra św. Józefa w Antofagasta
- Bazylika Niepokalanego Serca NMP w Antofagasta
- Katedra św. Marka w Arica
- Katedra Niepokalanego Poczęcia NMP w Iquique
- Katedra św. Jana Chrzciciela w Calama